# 学院绿地 (布里斯托尔)
学院绿地（College Green）是英格兰布里斯托尔的一个公共开放空间。学院绿地呈三角形，西北侧呈弧形，顶点指向东边，面积1.1公頃（2.7英畝）。学院绿地路构成学院绿地的东北边界，布里斯托尔座堂位于其南侧，而市政厅靠近西北侧的弧形。
学院绿地由布里斯托尔座堂的牧师会拥有，由市议会管理。

## 历史

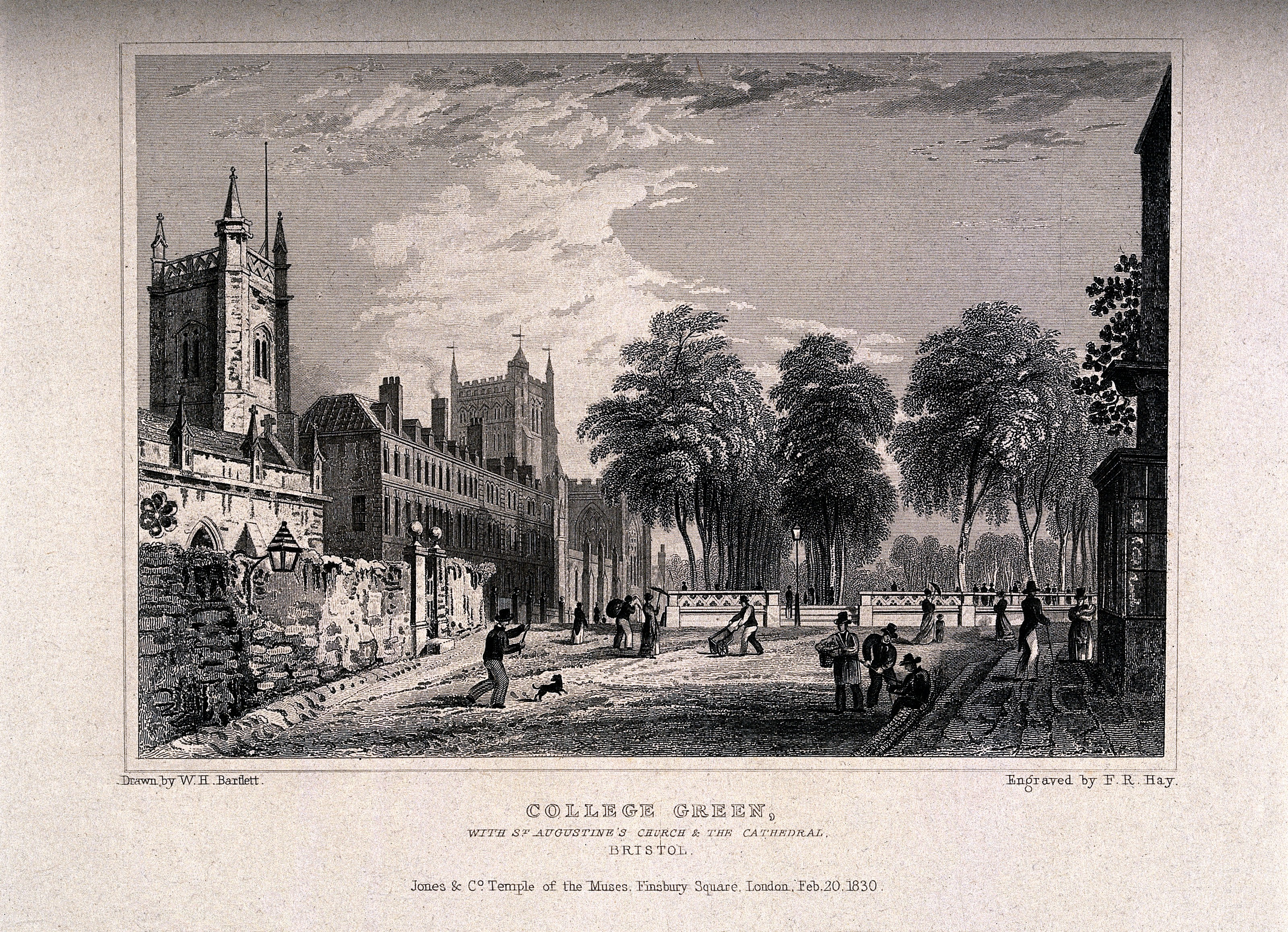

最初，雅芳河以北的一座小山，由一条狭窄的沟渠，与西北侧的布兰登山隔开。在12世纪，绿地属于圣奥斯定修道院（现在的布里斯托尔座堂) 。解散修道院以后，修道院成为一个牧师会教堂（collegiate church），因此被称为学院绿地。
在英格兰宗教改革之前，在露天讲坛旁的绿地上，有一座以圣乔丹命名的小堂。在布里斯托尔的一本15世纪的《時禱書中，一首赞美诗表明，乔丹的圣髑安放在小堂内，受到尊重。 宗教改革后，该建筑改为学校，在18世纪初拆除。
1733年，高十字架从原来的位置，高街, 葡萄酒街, 宽街和谷物街的交叉路口，因为影响交通，而搬到这里。1762年，学院绿地进行平整，布置成一个公园，有石墙、木栏杆和长廊。高十字架被拆除，存放在座堂的回廊中，1764年送给亨利·霍尔，装饰他在斯托海德的花园，在那里仍然可以看到。
学院绿地这个名字也适用于这个三角形绿地三面的道路。从1869年，南段形成了新的迪纳里路的一部分，是布里斯托尔通往西南的主要路线，将学院绿地与布里斯托尔座堂隔开, 而北段（从1758年）通往青蛙巷和弗罗格莫尔街的十字路口，以及向克利夫顿方向的公园街。1851年，高十字架的复制品放置在绿地的顶端。直到1888年，代之以约瑟夫·博姆的维多利亚女王雕像，高十字架的复制品移到绿地的中心长廊的交汇处，即1736年至1762年之间原作的所在地。接下来的六十年里，绿地仍然是一片绿树成荫的绿洲，与两边繁忙的道路用两排高大的树木隔开，但在1885年前后移走南侧外侧的树木，1926年道路拓宽又移走北侧的树木。使树木有所减少。。
1950年，应市政厅有争议的建筑师文森特·哈里斯的要求， 所有剩余的树木、长廊、栏杆、灯、雕像和高十字架均被拆除，绿地降低了约4英尺6英寸，运走约75，000吨材料。哈里斯说，拆除雕像和高十字架只是一个小细节  布置了宽阔的新长廊，与绿地的周边平行，以及低矮的波特兰石边界。
维多利亚女王的雕像在雷德克利夫码头存放了一段时间后，考虑了其他地点，经过一场回归运动之后， 于1953年回到绿地的顶端。高十字架的复制品在存储期间部分被破坏，现在保存在伯克利广场。
1991年，迪安里路的东端对机动车交通关闭，大部分路段变成草地，使布里斯托尔座堂与绿地重新成为一体，如同1709年以前一样。 迪安里路东端的一小段仍然保留，重新铺上了石块，作为进入座堂以东皇家酒店和学院绿地4-7号的通道。此外，在顶点附近布置了一个圆形休息区，并安装了铸铁灯柱。

## 景点
学院绿地周围有许多重要的历史建筑和公共建筑，包括市政厅、市长大人礼拜堂、布里斯托尔座堂 和大门楼。
维多利亚女王雕像矗立在学院绿地的顶点，布里斯托中央图书馆附近的西南角是社会改革者拉姆·莫汉·罗伊的雕像。

## 事件
学院绿地是年轻人，特别是街头运动爱好者的热门聚会场所。 这导致了紧张局势，2007年，在该地区发布了集体驱散令，命令警察阻止年轻人聚集。。
学院绿地由于靠近市政厅，经常成为抗议地方政府或国家政府政策的焦点。 2011年10月15日，这里成为占领布里斯托尔的营地，是全球占领抗议运动的一部分，反对社会和经济不平等。 在抗议者撤走后，经过近两个月的修复，花费2万英镑，于2012年4月4日重新开放了绿地。
学院绿地经常举办媒体发布、新闻发布、慈善募捐活动和产品发布会。
2020年2月29日，在学院绿地，3万多人举行了布里斯托尔青年为气候罢工， 包括格蕾塔·通贝里在内。由于潮湿的天气，这个地区被踩成烂泥。不久之后，进行了一场募捐，以帮助修复绿地，目标是20,000英镑。在几天内，绿色很快从泥泞中恢复过来。

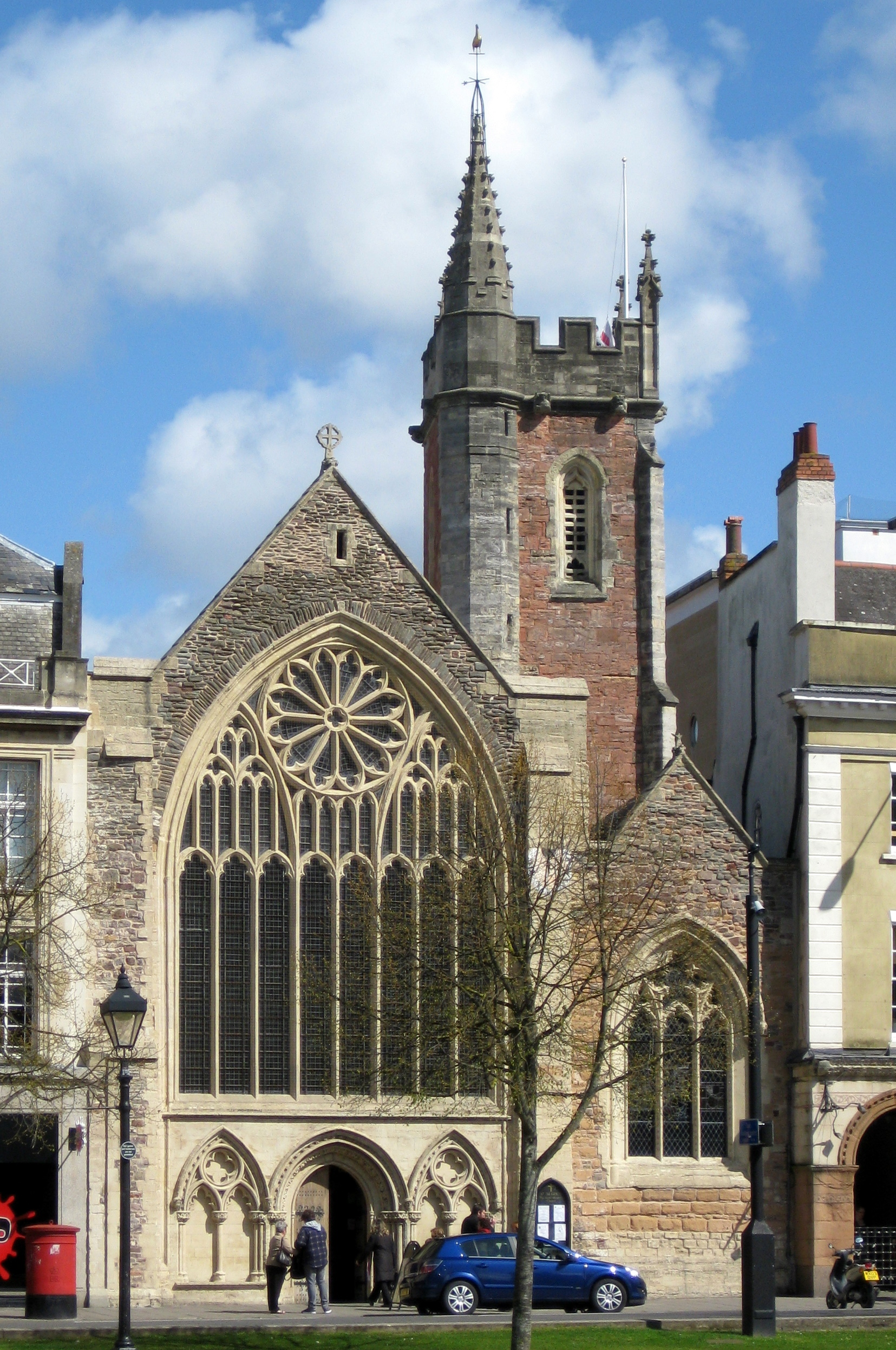
市长大人礼拜堂
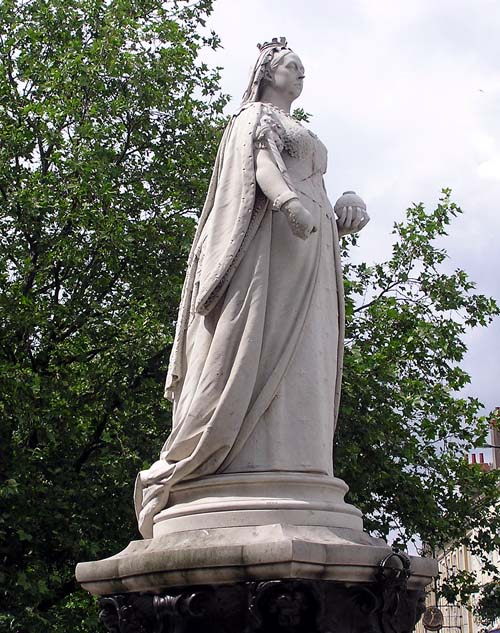
维多利亚女王雕像
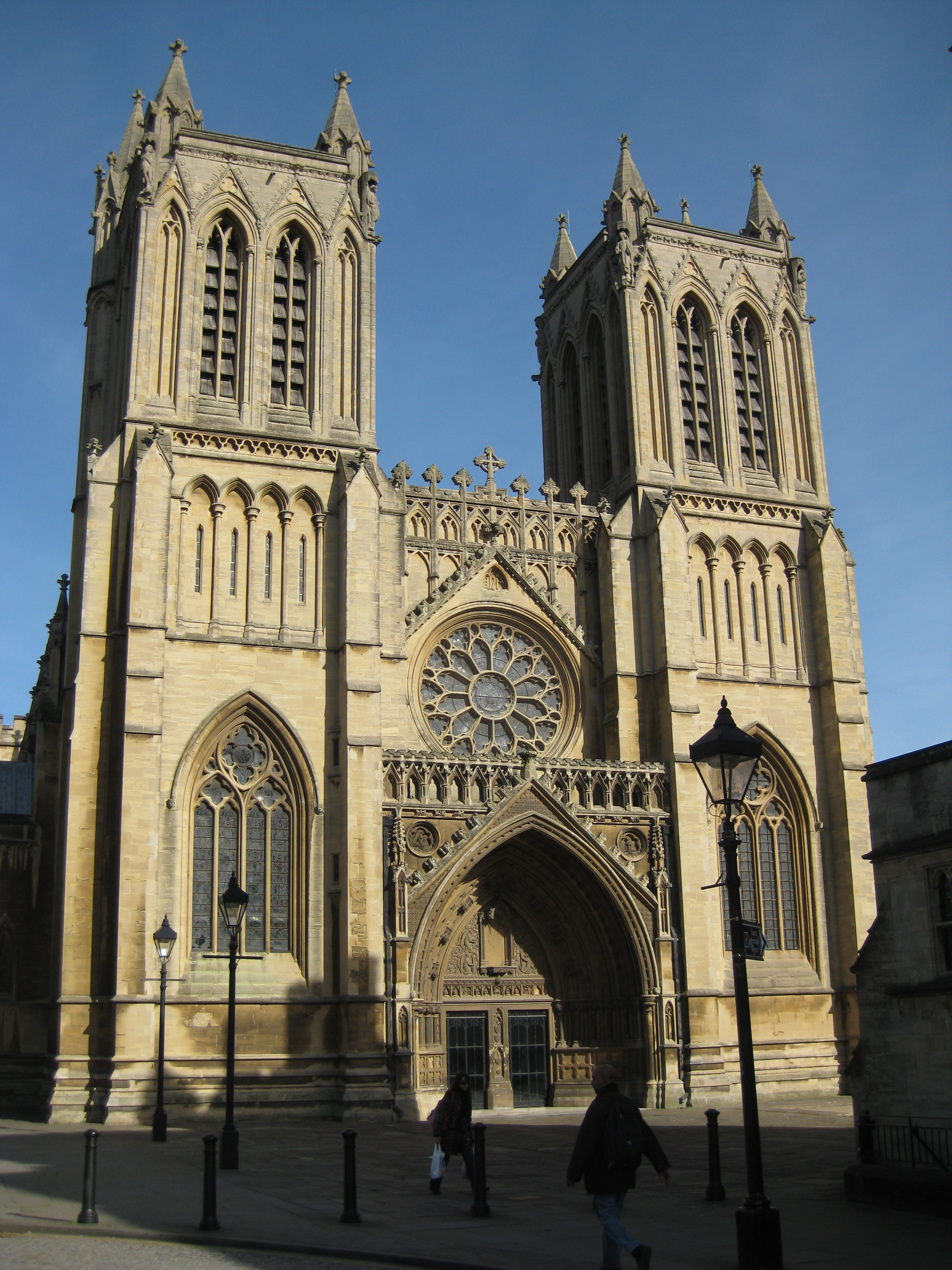
布里斯托尔座堂
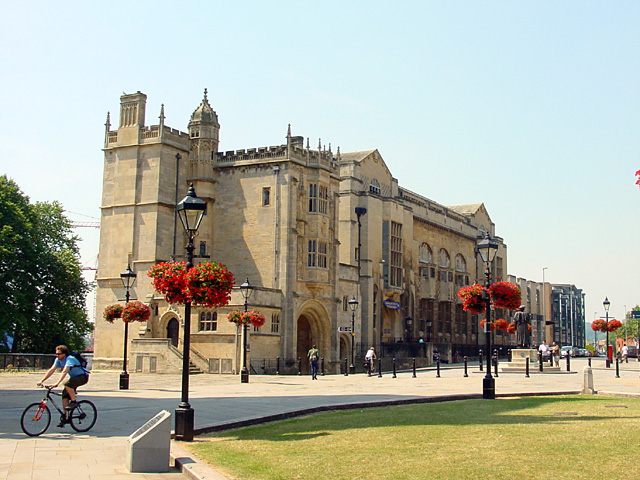
布里斯托中央圖書館
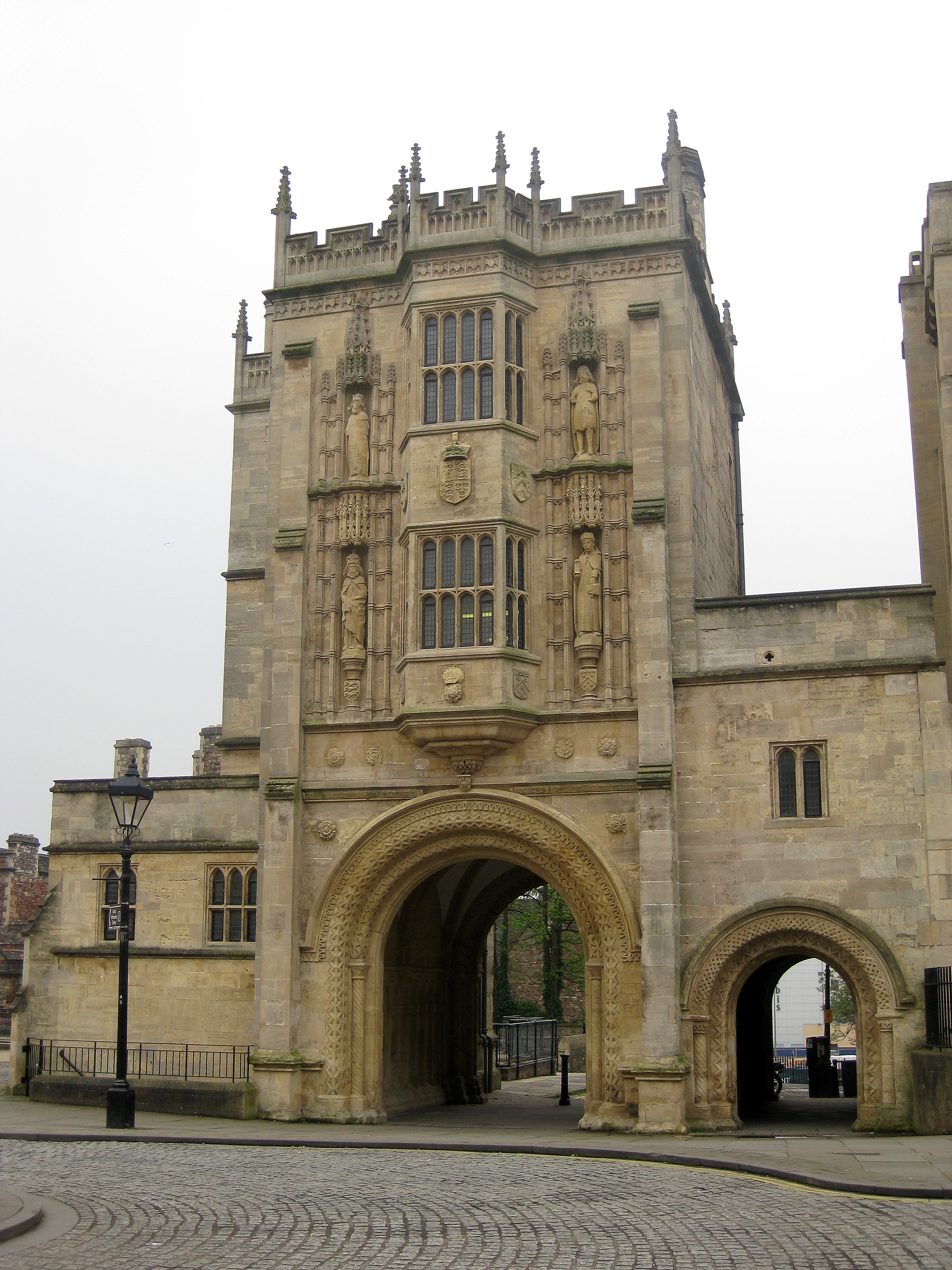
大门楼
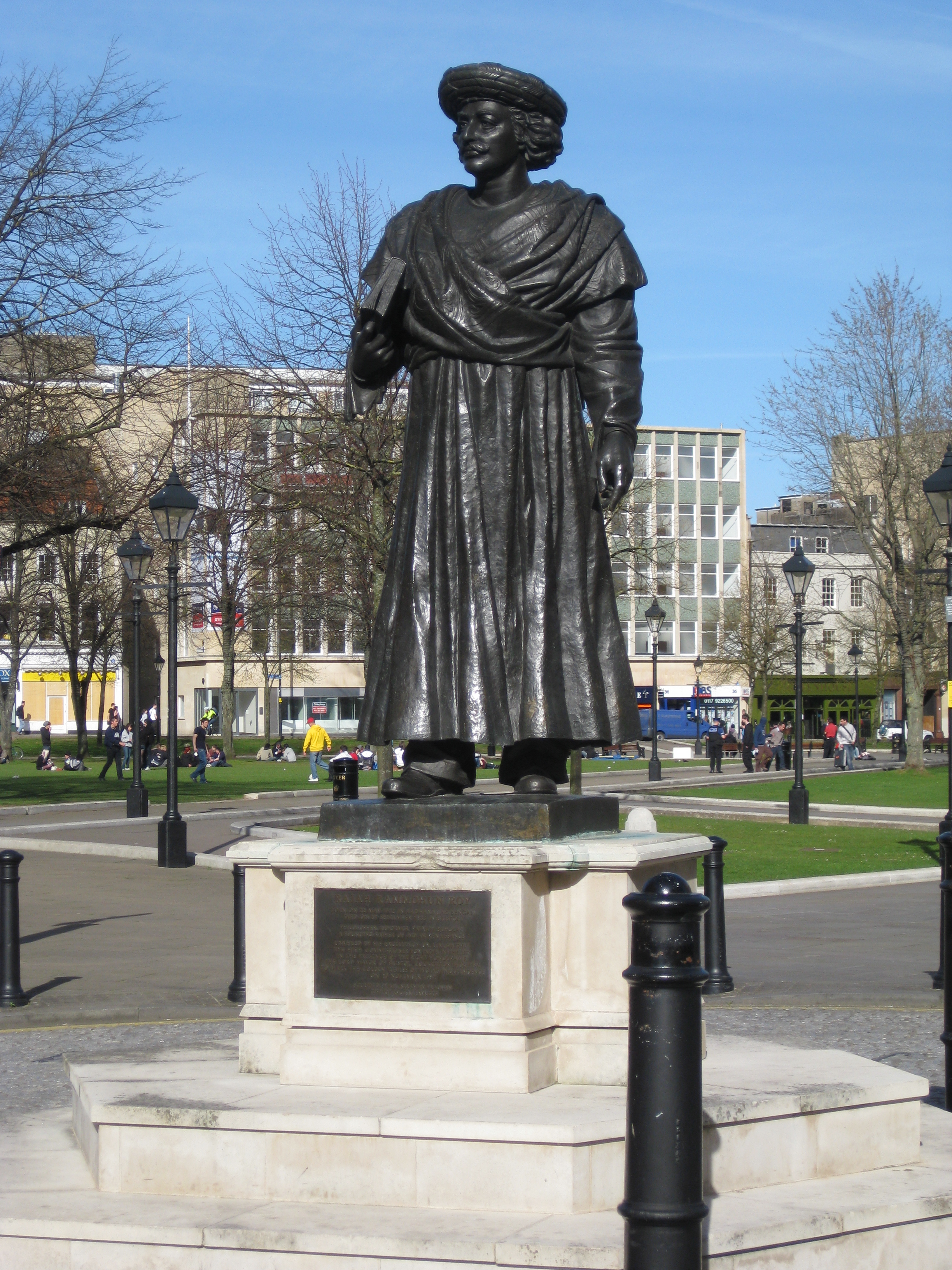
拉姆·莫汉·罗伊雕像
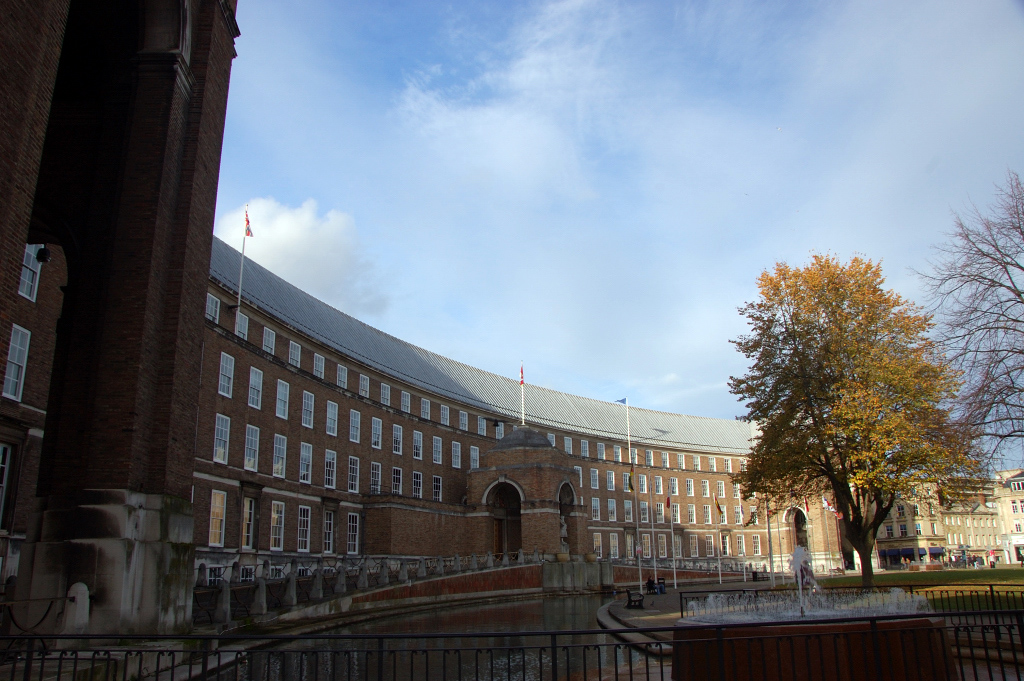
市政厅

## 在流行文化中
学院绿地是2007–2013年E4频道电视剧《皮囊》，以及2008年英國廣播公司第三台電視恐怖喜剧《魔性人心》的拍摄地点。